# In Hamburg sind die Nächte lang
In Hamburg sind die Nächte lang ist ein 1955 vor Ort in Hamburg entstandenes, deutsches Kriminalfilmdrama von Max Michel mit Barbara Rütting, Alexander Golling und Erwin Strahl in den Hauptrollen. Peter Francke verfasste das Drehbuch nach seiner eigenen Romanvorlage.

## Handlung
Die Reeperbahn, diese legendäre Amüsiermeile in Hamburgs berühmtem Rotlichtviertel, ist ein steter Quell für interessante Reportagen und spannende Hintergrundgeschichten mit ihren dort auftauchenden finsteren Typen – denken sich zumindest der Sensationsreporter Peter Drante und sein Kumpel Conny, der wie er für dasselbe Blatt arbeitet. Um an die neusten Nachrichten zu gelangen, werden auch mal die Schnapsdrosseln der Nachtbars abgefangen und „ausgequetscht“. Tatsächlich sind in Hamburg die Nächte zumindest lang genug, um drei recht unterschiedliche Geschichten von mehr oder minder verzweifelten Reeperbahn-Nachtschwärmern zu erzählen.
Da ist beispielsweise die in die Jahre gekommene Tänzerin Lilli, die ihren abgetauchten Ehemann sucht. Einst hatte er sie in einem Anfall von Eifersucht angeschossen und sich anschließend schnellstens verdrückt. Auch der Multimillionär Alexander Borgess hat etwas auf dem Kerbholz. Die Jugendsünden des verheirateten Mannes in den „besten Jahren“ werden von seinem Sekretär dazu benutzt, ihn zu erpressen. Karin Thorwaldt wiederum erhofft sich Unterstützung von Borgess. Sie benötigt seine Hilfe, um ihren zukünftigen Ehemann, den charmanten Hans Karst, ihrem sehr auf Konventionen und beste Reputation größten Wert legenden Vater, dem Herrn Konsul Thorwaldt, vorzustellen.

## Produktionsnotizen
In Hamburg sind die Nächte lang entstand im Oktober/November, u. a. im Filmatelier Göttingen sowie auf der Reeperbahn in der titelgebenden Hansestadt und wurde am 24. Februar 1956 uraufgeführt.
Ernst Steinlechner übernahm die Produktionsleitung. Curt Stallmach schuf die Filmbauten.

## Kritik
Im Lexikon des Internationalen Films heißt es: „Kriminal- und Abenteuerfilm, der bis auf die annehmbaren darstellerischen Leistungen nur Mittelmaß bietet.“

## Musik
Von Fred Bertelmann und dem Hansen-Quartett, begleitet von Hans Carste und seinem Orchester wurde das Lied In Hamburg sind die Nächte lang, geschrieben von Karl Bette, Claus Ritter und Hans Bradtke als Single veröffentlicht. Dieses Lied wurde von der Gruppe Leinemann 1974 mit einem anderen Text als Single veröffentlicht.